# Цапула (Месина)
Цапула је насеље у Италији у округу Месина, региону Сицилија.
Према процени из 2011. у насељу је живело 109 становника. Насеље се налази на надморској висини од 15 м.